# Brinje (Chorwacja)
Brinje – miasto w Chorwacji, w żupanii licko-seńskiej, siedziba gminy Brinje. W 2001 roku liczyło 1708 mieszkańców.
Jest położone w Lice, na Brinjskim polju, na wysokości 481 m n.p.m., 32 km na wschód od Senja. Przebiega przez nie droga z Karlovaca do Senja, biegnąca przez przełęcz Vratnik. W okolicy biegnie również autostrada A1.
Miejscowa gospodarka oparta jest na rolnictwie (hodowla bydła i trzody chlewnej) i przemyśle drzewnym.